# Трохимчук Євген Олександрович
Євге́н Олекса́ндрович Трохимчук (нар. 24 листопада 1992, Українка, Вітовський район, Миколаївська область — пом. 4 вересня 2014, Краматорськ) — лейтенант (посмертно) Збройних сил України, учасник російсько-української війни.

## Життєпис
Народився 1992 року в селі Українка (Жовтневий район, Миколаївська область). 2014 року закінчив МНУ імені В. О. Сухомлинського. Мріяв бути військовиком. Служив у Жовтневому райвійськкоматі, з початком війни 7 разів подавав рапорти на відправлення в зону бойових дій; рапорт йому підписали тільки на 8-й раз — на початку серпня.
Командир взводу 42-го батальйону територіальної оборони Кіровоградської області «Рух опору» ЗСУ. Брав участь у бойових операціях.
У батальйоні Євгена служив і його батько.
4 вересня 2014-го у Краматорську перекинулась БРДМ, на броні якої перебували декілька бійців, внаслідок чого двоє з них загинули — Євген Трохимчук і Анатолій Іванов.

## Нагороди та вшанування
За особисту мужність і героїзм, виявлені у захисті державного суверенітету та територіальної цілісності України, вірність військовій присязі під час російсько-української війни, відзначений — нагороджений
- 14 березня 2015 року — орденом Богдана Хмельницького III ступеня (посмертно)[1]
- у миколаївському університеті відкрито меморіальну дошку випускникам кафедри військової підготовки Олександру Закерничному, Сергію Іванцову, Максиму Сенкевичу й Євгену Трохимчуку.
- Його портрет розміщений на меморіалі «Стіна пам'яті полеглих за Україну» у Києві: секція 4, ряд 9, місце 5
- Вшановується в меморіальному комплексі «Зала пам'яті», в щоденному ранковому церемоніалі 4 вересня[2]